# False Mirror
False Mirror (рус. Фальшивое зеркало) — совместный студийный альбом российских исполнителей Lizer и Flesh, выпущенный 17 августа 2017 года на лейбле «Закат 99.1».
Всего в пластинку вошло 10 композиций, общей длительностью более 33 минут, среди них совместная с Guerlain и Lildrughill. В поддержку релиза был объявлен осенний концертный тур по 29 городам России, Украины, Эстонии и Латвии.

## Реакция
- Хип-хоп-портал The Flow разместил песню «False mirror» на 40 позицию в списке 50 лучших отечественных треков 2017 года[5].
- Песня «False Mirror» заняла 11-ю позицию в списке 30 наиболее популярных русскоязычных композиций 2017 года на сайте Genius[6].

## Критика

### Афиша.Daily
Рецензент сайта Афиша Daily Алексеей Алексеев считает, что альбом лишён оригинальности и представляет собой утомляющий пример отечественного клауд-рэпа и трэпа. По словам рецензента, False Mirror строится на уже избитых темах смерти, богатства и сексуальных похождений, при этом Lizer и Flesh не демонстрируют стремления к новаторству, ограничиваясь лишь эпизодическим использованием гитарных риффов. Внешний образ исполнителей — чёрная одежда, длинные волосы, усталые лица — также соответствует устоявшимся клише жанра, подчеркивая отсутствие художественной самобытности.

### Fast Food Music
Редакция сайта Fast Food Music отмечает попытку хип-хоп-исполнителей Flesh и Lizer дистанцироваться от стилистики «кибер-рэпа» в новом альбоме False Mirror. Однако, по их мнению, релиз не демонстрирует достаточной оригинальности и запоминаемости, представляя собой, скорее, набор композиций, каждая из которых стремится к статусу хита. Из общего числа выделяются лишь треки «Wanna Cry», «Я вчера проснулся», «Broken mirror» и «Делим на ноль». Редакция считает, что выбранная тематика исчерпала себя, и исполнителям следует искать новые творческие направления.

## Чарты
| Чарты (2017)          | Высшая позиция |
| --------------------- | -------------- |
| Россия (Apple Music)  | 57             |
| Украина (Apple Music) | 67             |

| Год  | Чарты                  | Песня          | Высшая позиция |
| ---- | ---------------------- | -------------- | -------------- |
| 2017 | Россия (ВКонтакте)     | «False Mirror» | 27             |
| 2018 | Россия (ВКонтакте)     | «False Mirror» | 20             |
| 2018 | Россия (YouTube Music) | «False Mirror» | 56             |
| 2022 | Россия (Spotify)       | «False Mirror» | 194            |
| 2023 | Беларусь (Spotify)     | «False Mirror» | 194            |

## Список композиций
| №                   | Название                                   | Продюсер              | Длительность |
| ------------------- | ------------------------------------------ | --------------------- | ------------ |
| 1.                  | «False Mirror»                             | Taz Taylor            | 2:22         |
| 2.                  | «Kids»                                     | Eurt Apatea           | 3:57         |
| 3.                  | «Wanna Cry»                                | Lunar Vision          | 2:52         |
| 4.                  | «Я вчера проснулся»                        | OD Slash              | 2:55         |
| 5.                  | «Broken Mirror»                            | RedLightMuzik         | 3:00         |
| 6.                  | «Делим на ноль»                            | Lunar Vision          | 2:46         |
| 7.                  | «Расчехлёж»                                | Sidxkick              | 3:04         |
| 8.                  | «Притяжение»                               | Lil smooky            | 5:00         |
| 9.                  | «Как дела Syringe?»                        | Eurt Apatea, Landfill | 2:32         |
| 10.                 | «La Défense (feat. Guerlain, Lildrughill)» | OD Slash              | 4:46         |
| Общая длительность: | Общая длительность:                        | Общая длительность:   | 33:14        |